# Karl Gustaw von Loewenwolde
Karl Gustaw von Loewenwolde (ros. Карл Густав Левенвольде) (zm. 30 kwietnia 1735, Räpina) – polityk rosyjski, dyplomata, rosyjski poseł nadzwyczajny i minister pełnomocny w I Rzeczypospolitej w latach 1733–1734, generał major wojsk rosyjskich, hrabia od 1728. W latach 1718–1719 poseł w Wiedniu.

## Życiorys
Pochodził ze szlachty inflanckiej. Był generałem-adiutantem cesarza Piotra I, 25 maja 1727 mianowany szambelanem Piotra II. 27 kwietnia 1730 dzięki protekcji Ernesta Jana Birona awansowany do rangi generała-majora i mianowany dowódcą lejb-gwardii Pułku Izmaiłowskiego. Był jednym z najbardziej wpływowych ludzi na dworze Anny Iwanowny. W 1731 mianowany ministrem pełnomocnym przy dworach austriackim i pruskim. 28 maja 1732 otrzymał rangę oberstalmeistra.
W końcu 1732 był głównym architektem porozumienia prusko-austriacko-rosyjskiego, zwanego potocznie traktatem trzech czarnych orłów. Mocarstwa postanowiły nie dopuścić Wettynów lub kandydata francuskiego Stanisława Leszczyńskiego do polskiej korony, wysuwając własnego kandydata, infanta portugalskiego Emanuela Bragançy. Traktat ten nigdy nie został ratyfikowany i nie wszedł w życie, takie być może było założenie samego Loewenwolda, w jego wyniku udało się jednak Rosji rozbić rysujące się przymierze prusko-francuskie.
W 1733 Loewenwoldowi nie udało się nie dopuścić do elekcji Stanisława Leszczyńskiego i zmuszony został do wezwania korpusu wojsk rosyjskich pod dowództwem Piotra Lacyego, który wkroczył w granice Rzeczypospolitej dla poparcia elekcji Augusta III. W 1734 wysłany został z misją dyplomatyczną do Wiednia, w celu przygotowania sojuszu rosyjsko-austriackiego przeciwko Turcji.